# Elizabeth Nourse
Elizabeth Nourse (Mount Healthy, 26 de outubro de 1859 – Paris, 8 de outubro de 1938) foi uma pintora norte-americana, radicada em Paris, de estilo realista, tida por seus contemporâneos como a "primeira pintora dos Estados Unidos" e uma das mais proeminentes artistas de seu tempo. Foi a primeira mulher a ingressar na Société Nationale des Beaux-Arts. Várias de suas obras foram compradas pelo governo francês e fazem hoje parte da exposição permanente do Museu de Luxemburgo. 

## Vida pessoal
Nascida em uma família católica em Mount Healthy, nos arredores de Cincinnati, em 1859, era filha de Caleb Elijah Nourse e Elizabeth LeBreton Rogers Nourse. Junto de sua irmã gêmea, era a caçula entre dez filhos do casal. Estudou na Academia de Arte de Cincinnati aos 15 anos e foi uma das primeiras mulheres admitidas na classe feminina do professor Thomas Satterwhite Noble. Estudou aquarela, desenho e pintura na instituição por sete anos e recusou uma oferta de lecionar para poder se focar apenas na pintura. 
Em 1882, seus pais morreram subitamente e com a ajuda de um patrono das artes, ela foi para a cidade de Nova Iorque para continuar seus estudos. Em 1883 retornou a Cincinnati onde começou a trabalhar com decoração de interiores e retratos. De 1884 a 1886, ela passou a maior parte de seus verões no Tennessee e nos Montes Apalaches fazendo paisagens em aquarela. 

### Nova Mulher
Elizabeth Nourse era, pela perspectiva do século XIX, a personificação da Nova Mulher. Como uma bem sucedida e altamente capacitada artista que nunca se casou, outras artistas se despontaram como Ellen Day Hale, Elizabeth Coffin, Mary Cassatt e Cecilia Beaux, que também se identificavam como Novas Mulheres.

## Últimos anos
Durante a Primeira Guerra Mundial, Elizabeth permaneceu em Paris, contrariando a tendência de vários artistas das Américas de voltar para casa. Ela trabalhou para auxiliar refugiados e em colher doações entre seus amigos nos Estados Unidos e no Canadá em benefício de pessoas cujas vidas tinham sido interrompidas ou quase destruídas pela guerra. Seu trabalho na guerra lhe rendeu a Medalha Laetare, oferecida pela Universidade de Notre Dame.

## Morte
Quando sua irmã morreu em 1937, Elizabeth ficou doente e entrou em depressão. Operada em 1920 devido a um câncer de mama, ele retornou em 1937. Ela faleceu em 8 de outubro de 1938, aos 78 anos, em Paris.

## Galeria

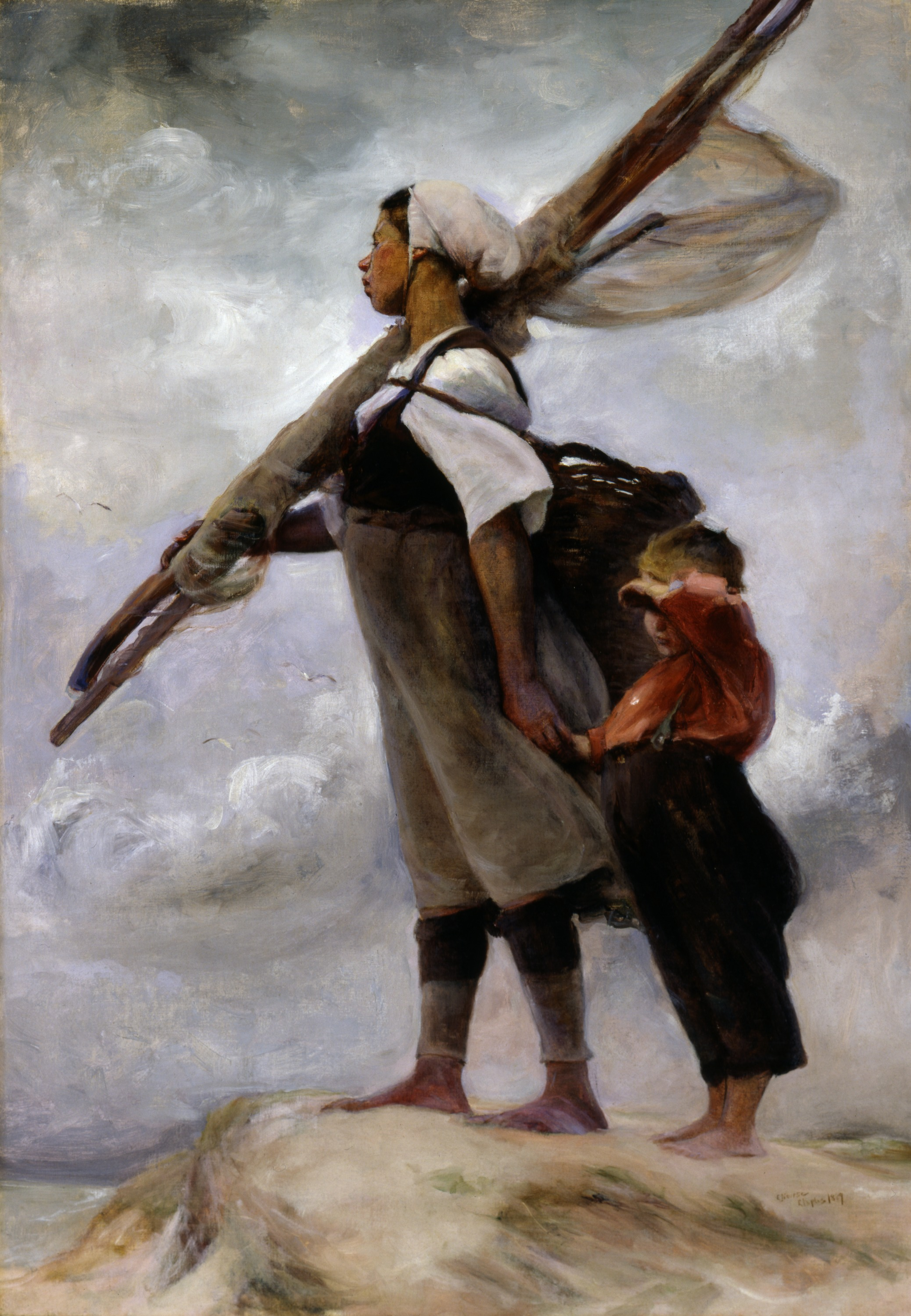
Fisher Girl of Picardy, 1889. Óleo sobre tela, 118.7 × 82 cm
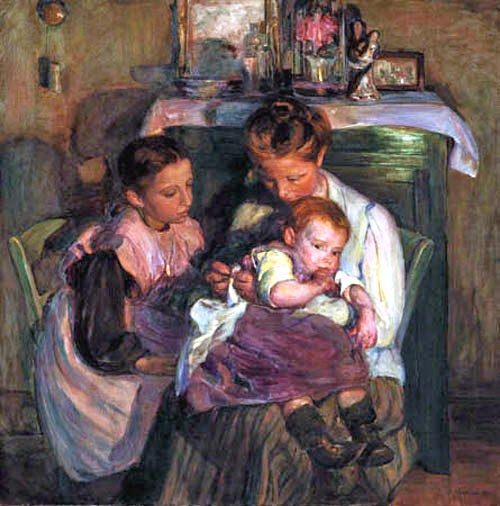
Happy Days, 1905. Óleo sobre tela, 101.6 x 101.6 cm
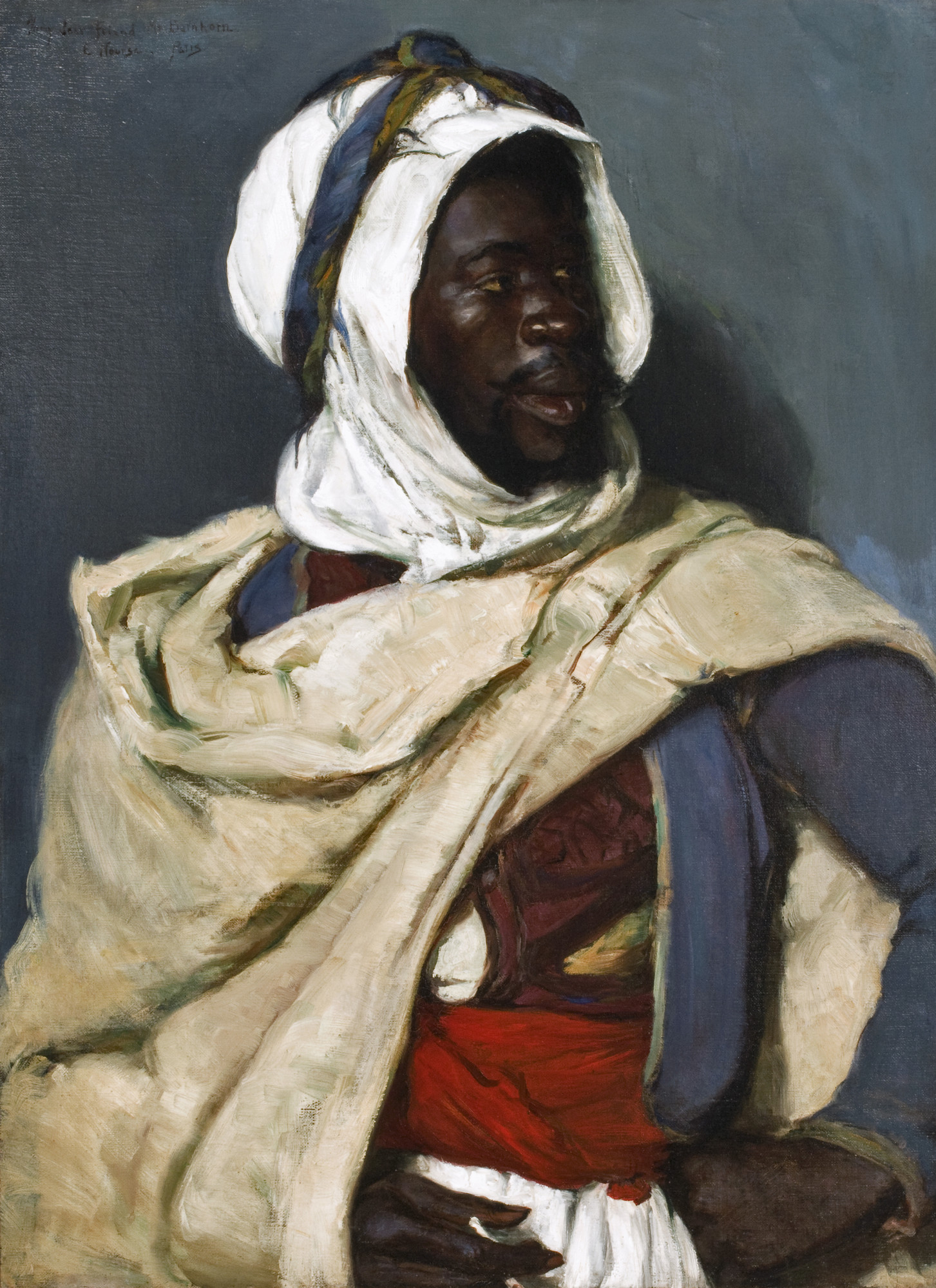
Head of an Algerian, 1898.
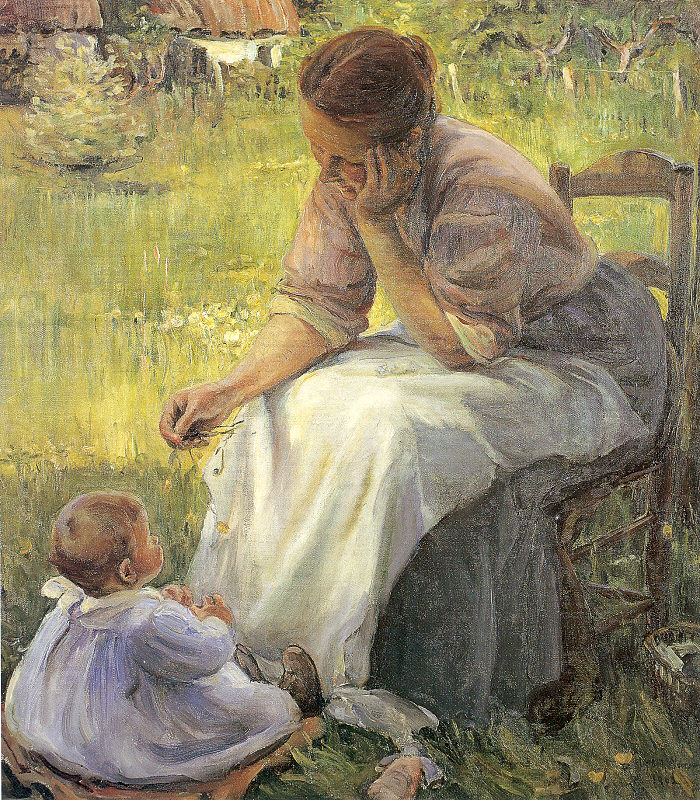
Meditation, 1902.
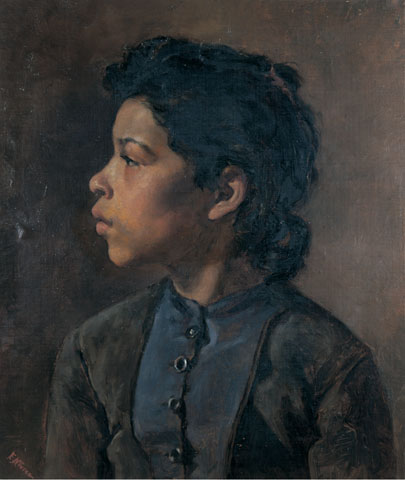
Head of a Girl, c 1882.
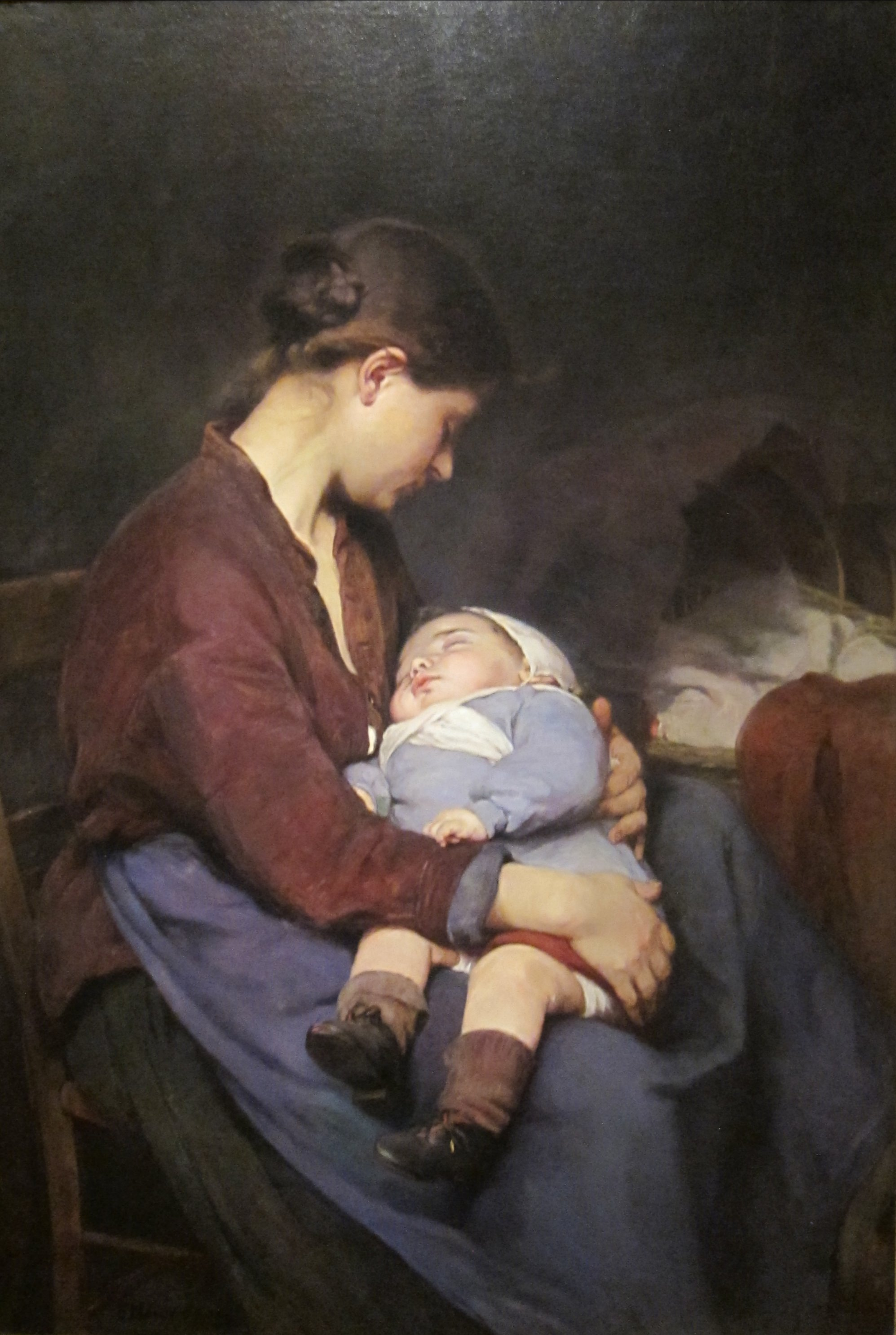
La mere (The Mother), 1888.
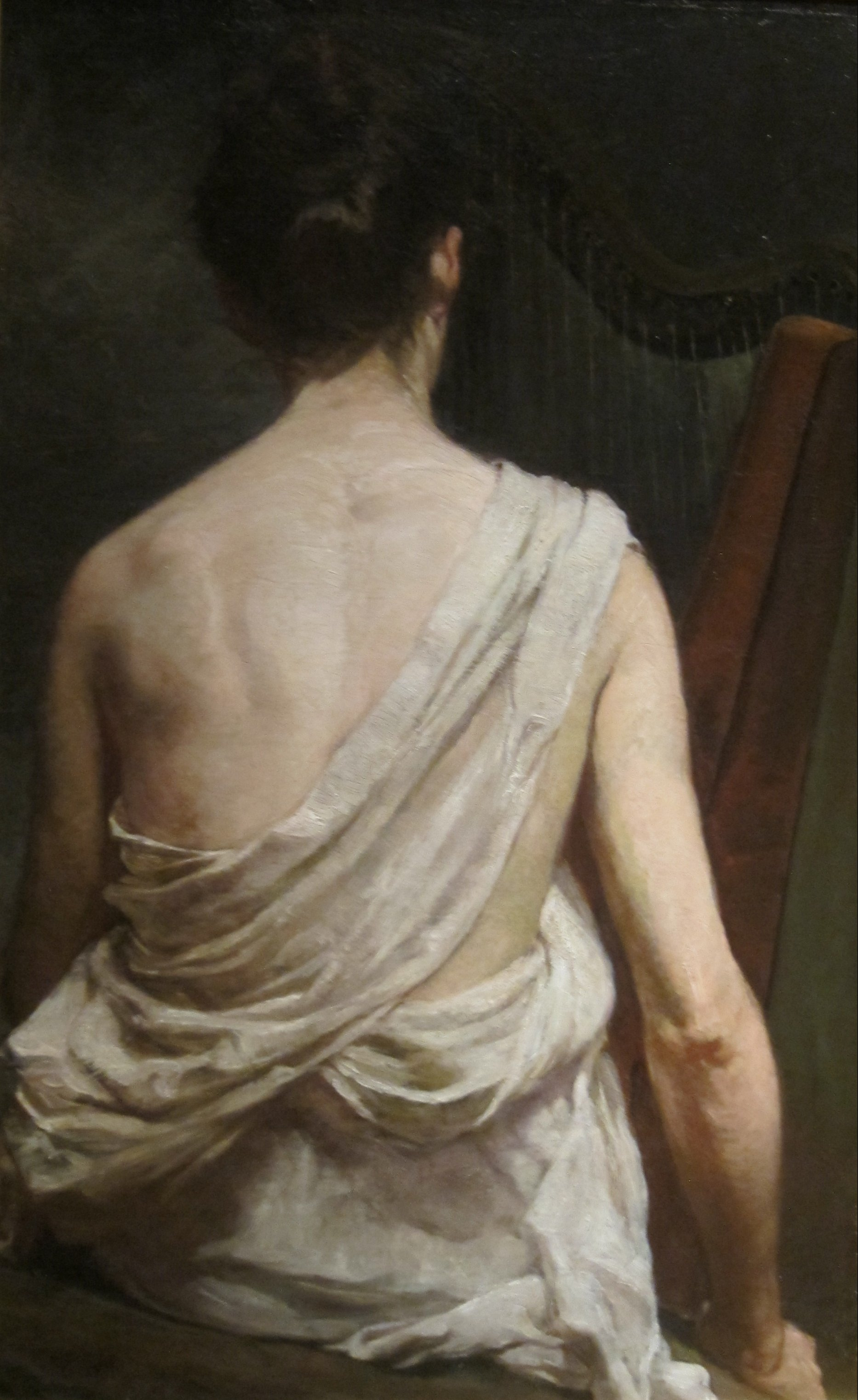
Woman with a Harp, 1887.
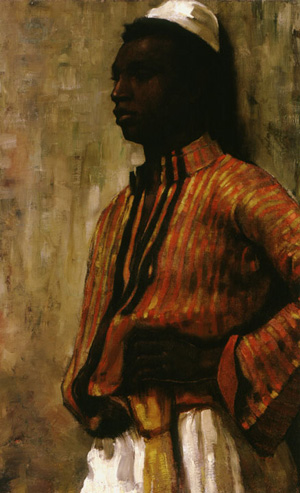
Moorish Boy, 1897.
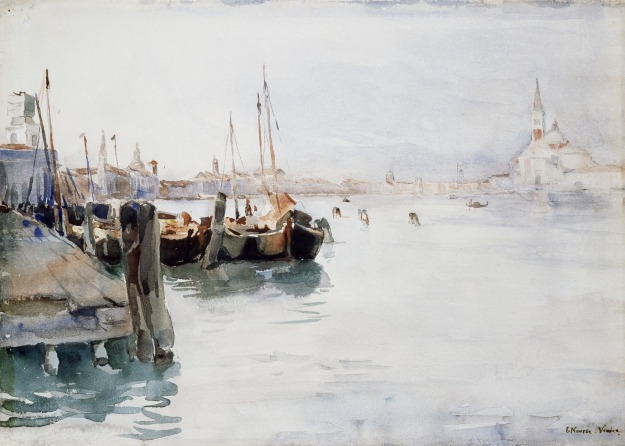
Venice, watercolor over traces of pencil, 1891.
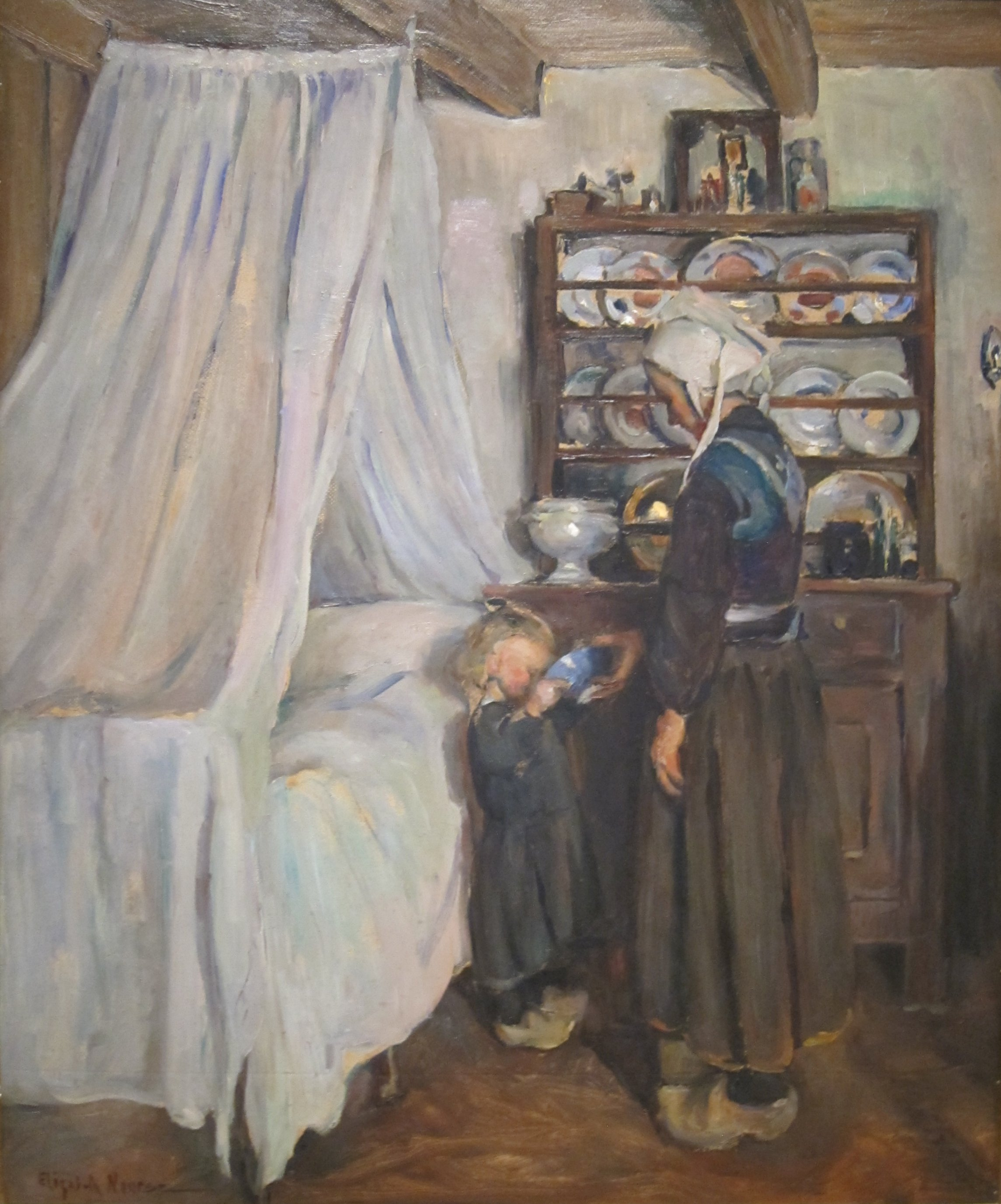
Breton Interior, 1907.